# Label Bleu
Label Bleu est un label français de jazz, musiques improvisées et musiques du monde fondé à Amiens en 1986.

## Historique
Filiale de la Maison de la culture d'Amiens, Label Bleu a été créé en 1986 par l'ingénieur du son Michel Orier. Il fonctionne dans un régime d'économie mixte, une partie du financement étant public. Michel Orier, produira plus de deux cents albums avant d'être remplacé en 2000 par Pierre Walfisz, lorsqu'il est nommé au cabinet de Catherine Tasca, alors ministre de la culture.
Initialement destiné au jazz, Label Bleu s'ouvre en 1992 aux musiques du monde par l'intermédiaire de son nouveau label Indigo que Michel Orier confie à Christian Mousset, figure majeure de la scène des musiques du monde et directeur du festival Musiques Métisses à Angoulême, et en 2002 aux musiques électroniques avec son label Bleu Electric. Le Label Indigo produit notamment les disques de Rokia Traoré ou du Super Rail Band.
Label Bleu compte dans ses rangs de nombreuses pointures du jazz français : Henri Texier, Bojan Zulfikarpasic, Julien Lourau, Richard Galliano,  Magic Malik, Vincent Ségal... ainsi qu'étrangers (David Krakauer et Steve Coleman en particulier); L'Orchestre national de jazz de 86 à 94.
Des musiciens tels que Louis Sclavis et Marc Ducret ont aussi un temps fait partie du label. En avril 2006, Label Bleu fête ses vingt ans d'existence à la Cigale, en invitant une grande partie de ses musiciens, et en particulier Le Sacre du Tympan qui assure l'animation. Le label commence pourtant à rencontrer des difficultés, et il avait été évoqué d'annoncer un rapprochement avec EMI lors de cette soirée.
Le label connait d'importantes difficultés financières depuis fin 2005, notamment en raison de la chute des ventes de ses disques de back catalogue (le trio Romano-Sclavis-Texier par exemple, grand succès du label – notamment avec l'album devenu culte Carnet de routes (1995) vendu à plus de 70 000 exemplaires ou sa suite Suite africaine (1999) écoulée à 60 000 exemplaires –, qui chute de 800 exemplaires par mois en 2000 à 150 fin 2005). En 2006, Label Bleu accuse un déficit de 100 000 euros, et choisit de réduire le nombre de ses parutions et d'accorder une licence de commercialisation.
Fin 2005, Label Bleu est approché par EMI pour un contrat de distribution avantageux, son contrat avec Harmonia Mundi, le distributeur depuis les débuts du label, arrivant à échéance en avril 2006. Harmonia Mundi fait une contre-proposition, qui est acceptée par la Maison de la culture d'Amiens. Mi-2006, les ventes de disque se dégradent et la situation financière n'est plus tenable, le label n'ayant plus de trésorerie en juin 2006. En septembre 2006, Harmonia Mundi revient sur son offre de partenariat, écartant donc tout sauvetage extérieur.
Label Bleu continue sa production, en se concentrant sur les grosses productions (Piers Faccini, Henri Texier, Julien Lourau), mais ne peut éviter des licenciements, et certaines productions sont annulées. En juillet 2007, la Maison de la culture d'Amiens annonce l'arrêt de toute production par Label Bleu, et son directeur Pierre Walfisz démissionne. Depuis l'activité de production a repris et le Label Bleu produit des albums à raison de deux ou trois sorties par an.
Un album sort en 2021, et les dernières sorties remontent à 2022 , puis Oct 23 Henri Texier an Indian's Life.